# Atlantic (film)
Atlantic is een film uit 1929 onder regie van Ewald André Dupont. De film haalde inspiratie uit het toneelstuk van Ernest Raymond en is gebaseerd op de ramp van de RMS Titanic. Bij de Nederlandse uitgave in 1930 werd de film uitgebracht onder de titels De Ondergang van een modern zeekasteel en Atlantik.

## Verhaal
Een man krijgt aan boord van een schip een affaire met een medepassagier. Wanneer zijn vrouw hiervan op de hoogte wordt gebracht, is ze ontzet. Het schip raakt een ijsberg op de Atlantische Oceaan en al gauw wordt bekendgemaakt dat het binnen enkele uren op de bodem van de zee zal liggen. Alle passagiers proberen aan het ijskoude water te ontkomen door naar de reddingsboten te gaan, maar er blijkt dat er niet genoeg sloepen zijn voor iedereen.

## Rolverdeling
| Acteur            | Personage         |
| ----------------- | ----------------- |
| Franklin Dyall    | John Rool         |
| Madeleine Carroll | Monica            |
| John Stuart       | Lawrence          |
| Ellaline Terriss  | Alice Rool        |
| Monty Banks       | Dandy             |
| Helen Haye        | Clara Tate-Hughes |

## Achtergrond
De film droeg de werktitel Titanic, maar na een rechtszaak aangespannen door White Star Line (de rederij waar de RMS Titanic toe behoorde, en die ten tijde van de première nog steeds bestond) werd de titel veranderd naar Atlantic.
Atlantic was een van de eerste Britse geluidsfilms waarvan de soundtrack op de filmrol zelf werd aangebracht, zodat beeld en geluid te allen tijde synchroon liepen. De film was de eerste speelfilm met geluid ooit die in Duitsland vertoond werd. De film is ook de eerste verfilming van de ramp met de Titanic waarin het lied "Nearer, My God to Thee," te horen is.